# 投資信託
投資信託（とうししんたく）は、多数の投資家から販売会社を通じて拠出された資金を、運用会社に属する資産運用の専門家（ファンドマネージャー、ポートフォリオマネージャー）が、株式や債券、金融派生商品などの金融資産、あるいは不動産などに投資するよう運用を指図し、運用成果を投資家に還元する金融商品。運用による利益・損失は投資家に帰属する。投資信託は第二項有価証券とは流動性のあることで異なる第一項有価証券である。

## 投資信託の商品性
投資信託は、株式や債券、REITなどの有価証券に投資を行う。日本で飛ばしが流行った時代に行われたような元本保証はない。銀行などの普通預金や定期預金よりも良い投資益が期待されるが、これは相当するリスクを取ったことに対するリスク・プレミアムを受取っていると解釈できる。特にペイオフが解禁され、低金利（ゼロ金利政策）による預金での利息収入がほぼ見込めない現状では、資産運用のための一手段として注目されている。
どの程度のリスクを取ってどの程度のリターンが得られるかは、投資信託の投資対象によって千差万別である。たとえば、株式は債券よりリスクが大きく、リターンも大きいとされる。また、国内を投資対象としているものよりも、海外を投資対象としているもののほうが為替レートの影響も受けるためリスクやリターンが大きいとされる。
いつでも購入・解約できる追加型投資信託などでは、保有する資産の評価額の変動に対応して、基準価額が計算されている。運用の利益は、一定期間ごとに払出される分配金の他、基準価額の値上がり益があれば、解約・売却時に受取ることができる。
信託財産の運用により大幅な収益が上がり基準価額が上昇すると、口数単位で購入する場合に購入単価が上昇し購入しづらくなるため、基準価額を下げるために受益権の再分割をすることがある。1999年-2000年のITバブルの頃に流行した。そこで振替制度が必要になった。すべての投資信託ファンドの受益権は、2007年1月4日より証券保管振替制度に移行された（有価証券のペーパーレス化）。完全電子化のため、受益証券は発行されていない。
従来は、ある証券会社や銀行にある口座では、その会社系列のファンドしか購入できなかったが、近年の自由化と競争のため、他社のファンドも購入出来るようになっている。たとえば預金供託金庫が、比較的早くから中立的だった。
受益者がファンドを購入すると、販売した金融機関は購入手数料（フロントロード、front load）を得る。購入者がそのファンドを保有している間も、その投資信託を販売した金融機関は、信託報酬の一部を受託者から間接的に受け取ることができる。受益者がファンドの解約を行うときに、解約部分から信託財産留保額を徴収するものもある。
信託報酬は、一定率（通常年間0.1～3%程度）がファンドの純資産から日々差し引かれている。証券会社以外にも、銀行各社がこぞって投資信託の販売に力を入れるのは、購入手数料と信託報酬間接取得分が、非常に高額なためであると言われる。日本の投資信託では、購入額の3%前後が多数だが、アメリカ合衆国のミューチュアルファンドでは、販売手数料を一切徴収しないノーロードファンドが一般的である。この原資も普通、ファンドの純資産である。

## 利点・欠点
一般に、投資信託は個別株式などに比べ個人投資家にとって左段以下5点の利点があるといわれる。
- 危険分散（分散投資）
- 株価指数による運用[注釈 7]
- 小額投資が可能[注釈 8]
- 「スケールメリット」あるいは「マス・メリット」
- 国境を越えた投資の容易さ[注釈 9]

損害回避のため投信設定のできない普通の投資家にとっては、右段以下5つの欠点があるといわれる。
- タイミングをはかり辛い[注釈 10]
- 各種費用[注釈 11]
- 積立投資に起因する投機家による搾取[注釈 12]
- 危険分散の対価[注釈 13]
- 信託されたプロの資金運用故のジレンマ[注釈 14]

## 募集方法
昔は契約型とクローズドが主であったが、ユーロクリアとそのカストディアンが出てからは会社型およびオープンが主流。
事業体の形態
資金や投資先商品を保有するための特別目的事業体（SPV）の形態により、契約型と会社型に分類される。前者は信託を用いたものであり、後者は株式会社類似の法人を用いたものである。
契約型投資信託
日本の投資信託及び投資法人に関する法律に基づく投資信託や英国等のユニット・トラストなど。
会社型投資信託
日本の投資法人や英国のインベストメント・トラスト、米国のミューチュアル・ファンド、REITなど。

応募・償還の機会による分類
オープンファンド
買い付け停止の措置がなされた時以外は、基本的にいつでも買い付け自由。また、いつでも解約・売却も可能。追加型投資信託とも言う。基本的に、購入時に代金とは別に買付手数料を支払う必要がある。
クローズドファンド
買い付け期間が定められており、その期間が過ぎれば追加買い付けは一切出来ない。ファンドによっては解約・売却が一定期間制限されるものもある。単位型とも言う。買付手数料は購入代金に含まれているものが殆ど。
オープンエンド型
投資家はいつでも自由に償還を求めることができる。投資家は売却だけでなく償還によって換価を行うことができる。償還により払い戻される金額は、一般に、一口当たり純資産額（基準価額と呼ばれる）に償還口数を乗じた金額となる。米国のミューチュアル・ファンドや英国等のユニット・トラストなど。
クローズドエンド型
投資家は自由に償還を求めることができない。投資家は、上場されている場合市場で売却して換価を行うことになる。売却価額と純資産額は必ずしも一致しない。英国のインベストメント・トラスト 、REIT(不動産投資信託: Real Estate Investment Trust)などはこの形態である。

## 投信法上の分類
- 投資信託：日本法上の契約型投資信託
  - 委託者指図型投資信託：委託者の指図により資産運用が行われるもの。「委託者」、「受託者」、「受益者」の三者で構成される。信託財産の運用は、委託者である投資信託会社が、受託者である信託銀行に株式売買等の運用の指図を行う。
    - 証券投資信託：主として第一項有価証券への投資がなされるもの。投資信託財産の総額２分の１を超える額を、有価証券に対する投資として運用することを目的とする委託者指図型投資信託。

  - 委託者非指図型投資信託：委託者の指図によらずに受託者（又はその委託する第三者）によって資産運用が行われるもの。「委託者兼受益者」と「受託者」の二者で構成される。あらかじめ定められた１つの信託約款にもとづいて受託者である信託銀行が運用し、委託者である個々の投資家は運用の指図を行うことはできない。
- 外国投資信託：外国法上の契約型投資信託
- 投資法人：日本法上の会社型投資信託
- 外国投資法人：外国法上の会社型投資信託

## ショーウィンドウ
運用指標
- アクティブファンド
- インデックスファンド（パッシブファンド）- 上場投資信託

投資対象
- 公社債投資信託
  - マネー・リザーブ・ファンド (MRF)
  - マネー・マネージメント・ファンド (MMF)
  - 長期公社債投信（狭義の公社債投信）
  - 短期公社債投信
  - 中期国債ファンド
  - 外国債ファンド
  - ハイイールド債型

- 株式投資信託
  - 国内/国際株式型
  - バランス型
  - 転換社債型
  - インデックス型（業種別もあり）
  - 派生商品型
  - 限定追加型
  - ファンド・オブ・ファンズ

- ヘッジファンド型（マーケット・ニュートラルなどヘッジファンドの手法を利用して運用される投資信託）
- ブル型（基準価格の値動きが指数の値動きの2倍程度大きく動くよう運用される投資信託。レバレッジ型とも。）
- ベア型（基準価格の値動きが指数の値動きと反対に動くよう運用される投資信託。インバース型とも。）
- コモディティ型（世界の商品価格に連動して動くよう運用される投資信託）
- REIT（不動産投資信託）
- ご当地ファンド

## 投資信託にかかるコスト
投資信託は、運用を外部に委託する仕組みであるため、購入時、運用期間中、解約・買取請求時に所定の手数料（コスト）がかかる。ノーロード普及まで、料金システムは顧客との公平性をめぐり何十年も議論された。主な手数料は下の通りである。
販売手数料
投資家が投資信託を購入する時に販売会社が徴収するもの。同じ投資信託であっても、購入金額や取り扱い金融機関により手数料額が異なる場合がある。かつては搾取のため「フロントロード制」が横行した。またこれを徴収しない販売会社もあり、そのような投資信託はノーロードファンドと呼ばれている。「販売」ではない分配金の自動再投資の場合は無手数料で購入できる場合がほとんどである。また、販売手数料が必要な投資信託であっても、後日手数料をキャッシュバックすることで実質的な手数料の割引や無料化を行っている販売会社もある（バックロードやエグジットロード）。同じ販売会社でも、窓口購入とインターネット購入では手数料率が異なるところもある。
信託報酬
投資信託の運用期間中、運用会社と販売会社が徴収するもの。年間の徴収率（0.1%～2%程度）があらかじめ定めてあり、信託財産の純資産総額から毎日差し引く形で徴収される。販売手数料と違い、所有額や販売会社による差異は生じない。基本的に、投資対象が債券より株式、日本よりも海外（特に新興国）に投資するもの、投資対象を長期に渡って保有するパッシブ型・インデックス型より投資先を頻繁に変えるアクティブ型の方が、信託報酬が高くなる傾向がある。基準価額は信託報酬を差し引いた後の価額で表示されるため、受益者が意識する事は少ない。いわゆるファンドオブファンズ形式の場合は、マザーファンドにおいても信託報酬が徴収されていると、ベビーファンドで信託報酬が「〇〇%程度」とはっきり決まらないことがある。
信託財産留保額
投資信託の売却・解約時に徴収される費用。信託財産留保額がかからないものも多く存在する。信託財産留保額は信託財産の中に残り投資信託を保有している受益者に還元されるため、販売会社や運用会社に支払う手数料ではない。これは、解約に伴い信託財産の一部である株式や債権などの原資産を売却するときの費用を信託財産から支払うことになるので、他の受益者に対する迷惑料として説明される。
解約手数料
ほとんどの投資信託では、解約時に手数料を徴収されることはない。ごく一部（公社債投資信託など）の投資信託では手数料が発生する場合がある。
税金
投資信託そのもののコストではないが、解約時の基準価額が個別元本を超えて利益が出ている場合は、利益に対して所得税が課せられる。ほとんどの場合、税金は販売会社が計算して解約時の受取額から差し引かれる。取引時に源泉徴収を行わないようにしていると、確定申告などで所得税額を計算し納付しなければならない。

## 分配金
投資信託の分配金とは、投資信託の決算時に信託財産の一部から受益者に還元されるものである。信託財産の還元なので、定期預金の利子や株式の配当金とは性質が異なり、分配金が出るとその金額だけ基準価額が下がる。基準価額が個別元本を上回る部分の分配金は普通分配金（運用によって得られた収益に相当する部分）となり課税扱い、基準価額が個別元本を下回る場合は特別分配金（元本払戻金、元本の一部払戻しに相当する部分）として非課税扱いになる。なお、自動再投資を選択しても普通分配金は課税され、課税後の金額が再投資される。

## インベストメント・トラスト
投資信託はイギリス発祥の国際金融手段とされる。1868年、海外植民地投信（Foreign & Colonial Investment Trust）が設立された。同社は確定利付証券を発行して、その資金を海外・植民地証券に投資した。会社といっても勅許会社ではなく、信託約款による社団であり、ユニット・トラストに近い形態であった。特徴としては中流階級をターゲットとしていたことにある。その後ロバート・フレミング（Robert Fleming & Co., now JP Morgan Chase）など複数の投資信託が設立された。スエズ運河買収後の1876年、イギリス投信は利払不履行となった。1879年、投信は1862年会社法（Companies Act 1862）に反するという判決を下された。以降1930年代までイギリス投信はユニット・トラストを禁止されて、全てインベストメント・トラスト（Investment trust）になった。インベストメント・トラストは会社型であり、普通株だけでなく社債・優先株も発行した。インベストメント・トラストは専ら海外証券を買ったので、1890年ベアリング恐慌の直撃を受けた。1907年恐慌も同様であった。インベストメント・トラストは競争力を失ってゆき、第一次世界大戦が生じた膨大な英国債引受市場で保険会社に主役をとられた。1918年、保険保有の英国債は1億6200万ポンド（総資産の25.5%）であった。1920年代の戦後復興需要で多くのインベストメント・トラストが新設されたが、そこへマーチャント・バンク（merchant bank）が参入していった。1925年ゴッシェン子爵（Sir William Henry Goschen, chairman of the Sun Life Assurance Society）の設立したアングロ・セルティックは一例である。

## ライン両岸での発展
インフレヘッジを必要としたヴァイマル共和政の1923年、ヘルマン博士（Hermann Zickert）がベルリンに投信的な組合をつくった（Deutsche Kapitalverein）。フランスでも投信の先祖が1925年から1929年にかけて4つできた。この5つは世界恐慌で全部なくなった。そこから先、投信は国際資本としてアメリカに定着した。しかしユーロカレンシーが1960年代に大きな国際市場をつくった。その背景として、戦後のドイツ・フランスもアメリカとあわせて知る意味がある。
国際社会が一斉に逆コースを向いた1949年のことである。ドイツのコメルツ銀行がバイエルン合同銀行などと共同出資で、投信を運用する管理会社を設立した（Allgemeine Deutsche Investment Gesellschaft mbH）。フランスでも国営の運用会社が誕生した（Société Nationale d'Investissement, cf. Maghrib）。その原資はドイツなどが所有したフランス企業株式であった。
1952年6月30日法により先のフランス国営運用会社に対する税制上の不利がなくなり、同年から民営の投信会社も成長した（Société d'investissement à capital fixe, SICAF）。1956年ドイツ銀行がシンジケートの他13行と合弁で管理会社を設立した（Deutsche Gesellshaft für Wertpapiersparen mbH）。翌1957年ドイツ政府がオープンエンドの契約型投資信託を制度化した（投資会社法）。フランスは1957年12月28日法でSICAFをSICAVに改組、同時にFCPも設立させた（Fond commun de placement）。同法のもと、1963年9月20日に規則が定められ、翌1964年にSICAV6社が営業をスターとした（オフショア金融センターで組成）。1968年ドイツで、保険会社や年金基金といった一部の機関投資家だけを対象として受益証券を発行する私募投資信託が設立された（スペシャルファンド）。事実上のFOFがドイツに初めておかれたのであった。1979年フランスのFCPがやっと開業した。フランスは1980年代に価格維持規定がないMMFを導入した。1988年12月23日法ではSICAFとFCPを合体させて、ECパスポートを付与した（Organisme de placement collectif en valeurs mobilières, OPCM）。再統一まもない1990年、ドイツは投資会社法を改正した。そして1994年にMMFを解禁した。1998年FOFやインデックスファンドを導入し、デリバティブの投資対象も拡大させた。
1988年のスペシャルファンド運用業者は、ドレスナー銀行の出資するDBIと、ドイツ銀行の出資するDEGEFが最大手、それぞれ160億マルクを運用していた。コメルツ銀行本体が第三位で73億ドルだった。スペシャルファンドの投資規制は緩い。銀行預金は総資産の5%まで。同一銘柄の株式・債券は5%まで。年金を除いて海外証券に関する規制は存在しない。1993年SICAV運用業者はシェアランキングでクレディ・アグリコルが首位（13.9%）、ソシエテ・ジェネラルが二位（9.6%）、ケス・デパーニュが三位（9.5%）、BNPとパリバはそれぞれ四位（8.7%）と八位（5.1%）であった。短期運用でもトップ・テンを既出の大銀行が占める点に変わりない。フランスも、ドイツのようにユニバーサル・バンク制なのである。

## 一方的な市場拡大
1907年恐慌以来、アメリカ合衆国の投資信託は国際金融市場の重要なプレイヤーである。アレゲーニー・スキャンダルやセントラル投信ピラミッドが世界恐慌で白日に晒されたとき、そしてバーナード・コーンフェルド（Bernard Cornfeld）が最初につくったファンド・オブ・ファンズ（FOF）の破綻したとき、投資信託は厳しく批判された。しかし投資顧問業の隆盛をともない、投資信託は生命保険と入れ替わりで機関投資家の代表格となった。FOFが増えてゆくなか、日本では投資信託が証券不況の原因となった。
連邦準備制度がインフレーション政策を採った1970年代を除いて、2014年現在まで世界の投信残高は単調増加傾向にある。プラザ合意が成立してから、日本の投信残高も国民総生産の10%前後にまで増加した。1990年代からボストン発のミューチュアル・ファンドが一般投資家の膨大な資金を吸い上げ、多国籍企業などへ投じている。
手堅いとされてきた公社債投資信託は、2000年前後のエンロン破綻事件により元本割れした。フランスの投信市場も注目される。2007年現在でクレディ・アグリコルが運用資産残高の首位を維持し、国内では主にFOFとマネー・マーケット・ファンドが取引され、個人は相続税などが優遇されている保険を通して保有することが多い。
もっとも、個人金融資産に占める投信の割合は、スウェーデンの方が高い（26.1%）。世界金融危機では、資産構成にサブプライムローンの劣位証券を組み込んでいた年金基金・保険会社・投信会社が損害を加入者と顧客へ転嫁した。事件の進行中も、世界の投資信託残高は単調増加を続けた。2013年から日本では信金中央金庫が唐突に投信保有残高を増やしてきている。
2017年7月以降、ゆうちょ銀行が投資信託を取り扱う拠点を急ピッチで増設している。ところでアベノミクスはビットコインに対し寛容である。しかしビットコインから上場投資信託の認可を申請された証券取引委員会は、2017年3月にそれを拒否した。

## 日本における投資信託の歩み

### 太平洋戦争と財閥解体
1937年7月、藤本ビルブローカーが藤本有価証券組合を結成した。組合員が運営することが難しいので藤本証券が世話役を買ったところ、信託類似の行為であるとして業界と政府当局の反対により打ち切られた。1940年6月25日、大蔵省は寛大な指令を出した。「今後は信託会社と連携し、委託者の募集の斡旋、信託会社の証券投資事務の範囲内において、ユニット・トラストの形における投資信託に関与することは差し支えなし」というので、野村証券が認可を求めたところ1941年11月13日大蔵省が認可した。野村投信は太平洋戦争緒戦の戦果による株価高騰で含み益を得た。
1942年9月、藤本、山一、小池、川島屋、共同の5社が、合弁で創設した日本投資信託（1950年から東京信託銀行）を特定金銭信託の受託者として、一斉に投資信託業務をスタートした。1943年まで順調に毎月募集された。
1944年4月設定分からは、国民貯蓄組合の斡旋する貯蓄の対象となって、1ユニットにつき元本一万円までは収益が非課税とされたので、募集額が飛躍的に増大した。これらクローズド型ファンドは、軍需産業をはじめ外地の会社の証券にも投資をしていたので、敗戦にともない大打撃を受けた。逆コースで株式市況が立ち直ると、各社とも朝鮮戦争勃発までに全額償還した。
野村の投信は戦時投資信託設定総額の47%を占め、二位の山一のほぼ2倍であった。組み入れ証券のうち、国債は額面100円に市場価格は75円程度、株式には時価不明のもの、許可なしでは処分できない外地会社・制限会社もあり、社債もほとんど市場性がない閉鎖機関・企業再建整備会社の発行社債であり、顧客と損失補填を契約していたこともあって償還は延期されていた。
1951年6月、証券投資信託法が施行された。この制度は財閥解体による株式の肩代わり機関として始まった。奥村綱雄がGHQ経済科学局のアリソン次官を黙認させ、法案審議では池田勇人蔵相が必要性を強弁していた。施行後すぐ野村、日興、山一、大和の4社が登録した。大阪屋証券（現・岩井コスモ証券）と大井証券（現・新光証券）が7月と9月に登録した。彼らが募集したのは単位型であったが、無記名式を新たに採用し、買い取りと一部解約を制度化し、契約から資産構成を解放し、戦前の損失補填特約を廃した。池田・ロバートソン会談のときにデフレ政策がとられて株価が大きく下がり、1955年まで運用成績は低迷した。すでに設定されていた追加型は1956年1月から信託期間が無期限となった。

### 証券不況と国際投信
1958年、7証券会社が投信業務の免許を得て、証券会社の兼営による委託会社は14社となった。翌1959年、大手証券4社が新委託会社を設立し、兼営という利益相反問題に応じた。昭和30年代には好景気を背景に株式投信が人気を呼び、増加する資金が株式を需要し株価を上昇させるという循環がみられた。
1961年1月には日興証券と庭山慶一郎の発案で公社債投信が大衆向けに発売された。4月に公社債発行条件が引き下げられると、ファンドは利回りを確保するため新発債の組み入れ比率を80%から50%に下げた。7月には公定歩合が引き上げられ、公社債投信は解約が増加した。組み入れ公社債は証券会社が引取った。1963年に当時大蔵大臣だった田中角栄も公社債投信を支援した。同年株式投信の残存元本は1955年比で20倍の1.17兆円となっていた。時代人は「池の中のメダカが鯨になった」というたとえを残している。ある証券会社の支店は懸垂幕で「銀行よさようなら、証券よこんにちは」なる文句を掲げた。やがて流動性を失った公社債が引き金となり証券不況が起こった。
1967年8月、投信法改正でファミリーファンドの根拠となる「みなす投資信託」が認められた。ファミリーファンドは子投信を消費者に販売して、その資金で親投信を買うという仕組みである。FOFがトップダウンの投信ピラミッドならば、このファミリーファンドは逆にボトムアップのそれであった。ユーロクリアの設立された1968年には単位型・追加型投信がともに元本額を回復した。
1969年2月、野村証券とN・M・ロスチャイルド&サンズとメリルリンチが共同出資で、いわゆる太平洋ファンド（Pacific Seaboard Fund）を設立した。この純資産額は3200万ドルで、日本株ほか太平洋沿岸諸国の銘柄が1800万ドルを占めた。3月、東京バロールというルクセンブルクの日本株専門投信が設立された（純資産額2100万ドル、全額日本株投資）。4月、金利平衡税が従来の18.75%から11.25%に引き下げられた。これとニューヨーク株式市場の不振と見通しの悪さから、5月からミューチュアル・ファンドが日本の証券市場に買出動してきた。キーストン・カストディアン（Keystone Custodian Funds, Inc.）やドレフュス・ファンド（Dreyfus Fund）、そしてフィデリティ・インベストメンツが日本株を組み入れ注目されたのである。9月、ドレフュス・ファンド（純資産24億ドル）が1億ドルを日本株へ一挙に投下してきた。翌1970年1月、連邦準備制度が日本株式投資に対するガイドラインを強化した。
太平洋ファンドの投資顧問は、少なくとも日仏投信（1964年3月設定）と野村証券（1969年1月10日大蔵省認可）である。
当時、外人投資の中心は欧州の投信であった。彼らは日本の比較的かぎられた優良株・成長株に集中投資をして、ユーロクリア創立以降の市場価格形成において完全に主導権をとった。こうして株価収益率概念が日本市場に定着した。

### 資本自由化による機関化
1970年2月以降、佐藤政権下で日本株価の堅調を見た国際投信による買い越しが続いた。4月30日、バーナード・コーンフェルド率いるIOSの経営危機をきっかけとして海外投資家による大量売りがおこった（いわゆるIOSショック）。世界的に株価暴落、日経平均株価も8.7%下げた。日本は外国人による政府短期証券の取得を禁じ、また非居住者による非上場公社債・公社債投信の取得も禁じ（1971年）、もっとすすんで外国人が対日証券投資を純増できなくした（1972年）。しかし投信は解約にめげるどころか資本自由化を迫ってきた。日本側の措置は1973-4年を通して全廃された。
1971年5月4日、野村投信委託が日本初の国際投信（国際合同投信）を150億円で設定した。この投資顧問は、ドレフュスとモルガン・グレンフェル（現ドイツ銀行）であった。オイルショックの1972年11月、外国投信の国内販売が自由化された。翌1973年からファミリーファンドは設定額を次第に減らした。1973年1月29日には大和証券がドレフュス・ファンドを日本国内で販売開始した。1976年1月、ファミリーファンドは無期限だった信託期間を有期に改めるなどの改善策がとられた。翌1977年には株式投信の57%を占めた。新商品も開発の主軸が単位型から追加型へ移っていった。
1980年に発売された中期国債ファンドが、一ヶ月据え置き後出し入れ自由、銀行預金を上回る実質金利で一ヶ月複利などの商品性を持つことから人気商品となった。証券会社は預金類似商品の開発などにより投資信託の大衆化を図った。組み入れ証券は傾向が1970年代とさして変わらず、供給量を直接取引が抑えてくれいてた一流企業の株式や公社債であった。このような官民癒着に外資が便乗した。
1985年、住友銀行が買収したゴッタルド銀行（Gotthard-Bank）が、イトマン発行外債の主幹事をやるということで銀証分離が骨抜きにされた。この同年4月には日本電信電話と日本たばこ産業が民営化され、株式は即座に機関化された。5月21日、長期信用銀行・第一証券・ベアリングス銀行の三社が日本の機関投資家対象の投資顧問業について全面提携することで合意した。1986年12月、東京がオフショア市場として開放された。そしてリクルート事件が日本の機関化を正当化した。

### 住専とREIT、そして年金
もはや募集・運用主体においても組み入れ証券においても、日本だけに的を絞って研究することが難しくなった。
バブル景気には株式投信が著しく増加を示し、1989年には58兆円（公社債投信含む）に上った。株式投信は為替差損を避けがたかったので基準価額は低迷し、多くの投資家が損失をこうむった。バブルが崩壊した1991年頃から公社債投信がじわりと増加し始めた。一部のアナリストや学者がサブプライム・ローンを論じたこともあり、投資信託の選択の難しさは評価会社へのニーズにつながった。そこで1996年、藤沢久美によって日本初の投資信託評価会社アイフィス（1999年にスタンダード&プアーズ社に売却）が設立された。少し立ち止まり、増加していた公社債投信の組み入れ証券は何か、一部の日本人がサブプライム・ローンに関心を寄せていたのはなぜか、という問いを立ててみよう。これに大切な示唆を与えてくれるのが1996年6月に破綻した住宅金融専門会社である。ノンバンクとしての資金調達は、自らが保有する不動産担保証券を、外国投資顧問が十年前から参入している信託銀行に信託し、オープンエンド化した信託受益権を機関投資家に販売することによって行っていた。
1997年に系列の証券会社や投信運用会社が銀行の一部スペースを借りて販売窓口となる形（店舗貸し方式）で投資信託の販売が解禁された（金融ビッグバン）。1998年12月から銀行窓口での投資信託販売が解禁された。これを皮切りに、銀行や生命保険・損害保険会社、信用金庫、信用組合、農業協同組合、郵便局などが参入し、販売競争が激化している。やがて、ゼロ金利政策で預貯金ではきわめてわずかの利息収入しか得られないこと、2002年の定期性預金についてのペイオフ解禁、2005年の全面解禁により、大口預金者が毎月分配型投資信託に注目するようになった。2007年、日本郵政公社が民営化にともない機関化された。野村総合研究所のファンドマークによると、2008-9年世界金融危機で日本の投信は海外不動産投資信託の組み入れ額を2兆円から1兆円に下げたが、そのあとは単純増加傾向で2011年に5兆円、2015年に8兆円も組み入れている。
2012年LIBOR不正操作事件においては、投信手数料がLIBORに連動する上場投資信託が存在した。これを特に教訓とすることなく、日銀は国際証券集中保管機関と上場投資信託の普及をねらっている。2012年には多くの厚生年金基金が解散に追い込まれたので、代わりに確定拠出年金が投信の売り込み先となっている。

## 投資信託と退職者
現在、多額の金融資産を有しているのは預貯金を中心に運用していた60歳以上の人々である。こうした資金を取り込むため、年金が主たる収入という生活実態に配慮し、分散投資することにより安全性に留意しつつ、毎月ないしは年金の受け取り月以外の月に分配のある商品も開発されており、これらの商品は投資信託の純資産残高の上位にランキングされている。
ただし、独立系FP（ファイナンシャルプランナー）の多くは、勤労者が退職時に退職金を基に生まれて初めての投資信託購入などの投資を始める際には、事前に十分研究してから、できれば損失が所得で補える現役時代（退職以前）から、小額で始めて投資経験を積むように警告している。この点、以下のような理由を挙げている。
- 退職金のようにそれまでに手にしたことのない多額の金を手にして気分が高揚しているので、冷静な判断がしにくい可能性がある
- 投資信託は安全性が高いとは言え、投資は常にリスクを伴うものであり、その仕組みや市場の傾向、投資技術などよく理解するには一定の経験が必要
- 今まで給与振り込みなどをしており退職金も振り込まれた口座のある銀行は、退職者の財政状況（それまでの収入や金融資産額など）をよく知っており、そのような銀行の窓口で言われるままに投資信託を購入することは、退職者の利益よりも銀行の利益を優先した勧誘になる可能性がある[39]